# MAKS

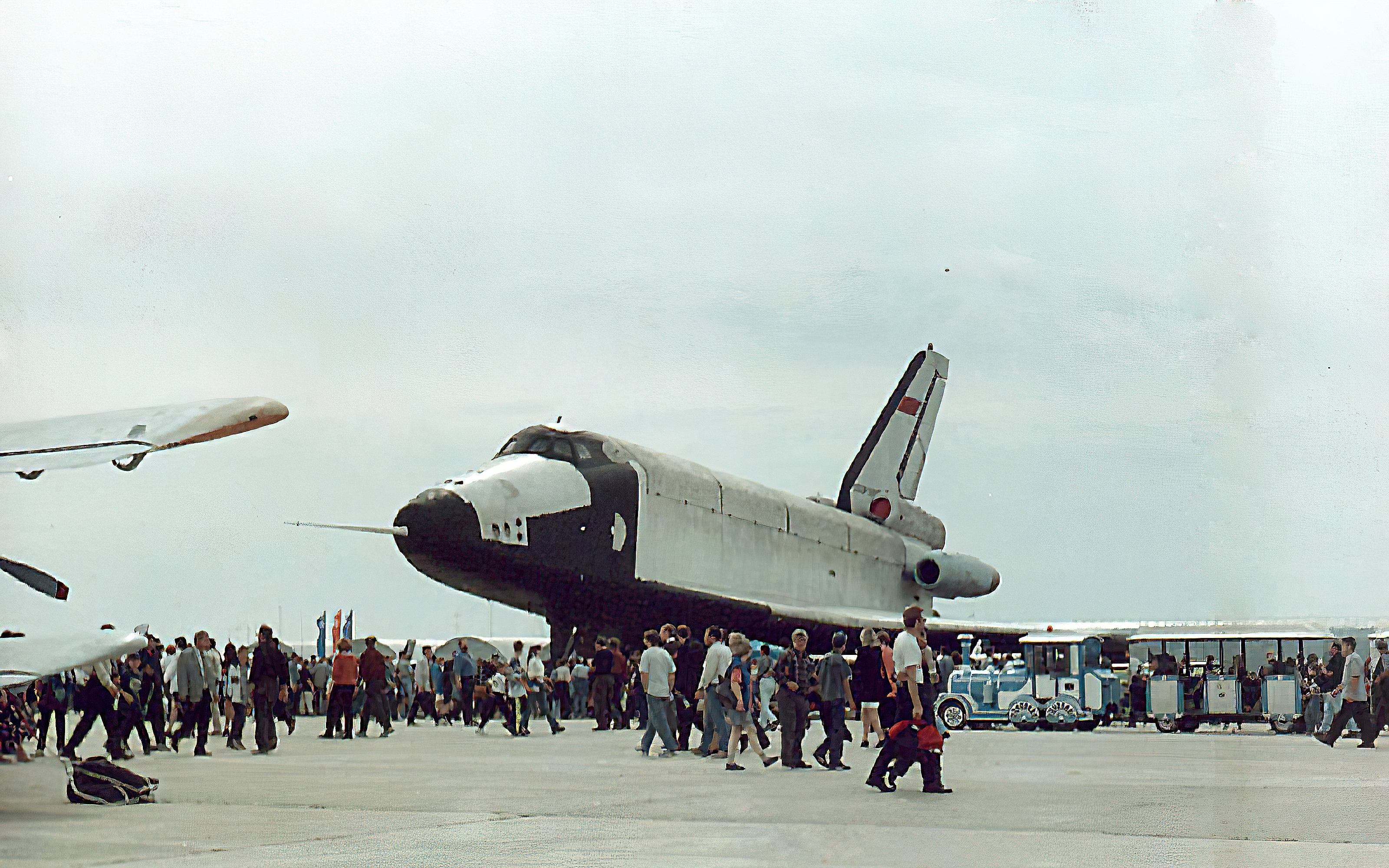
Der Prototyp der Buran-Raumfähre, die OK-GLI, auf der MAKS

Die MAKS (russisch Международный авиационно-космический салон (kurz russisch МАКС), Meschdunarodny Awiazionno-Kosmitscheski Salon ‚Internationaler Luft- und Raumfahrtsalon‘) ist eine internationale Messe für Luft- und Raumfahrt in Moskau.

## Geschichte
Sie wird seit 1993 (inoffiziell seit 1987) alle zwei Jahre im Wechsel mit der ILA und in Konkurrenz zu Le Bourget veranstaltet. Ort der Veranstaltung ist der Flugplatz Schukowski der Michail-Gromow-Hochschule für Flugforschung in Schukowski in der Nähe von Moskau. Auf der MAKS 2005 wurden 606 Aussteller und 650.000 Besucher gezählt. Sie ist damit die größte Ausstellung ihrer Art in Russland. Galt das Hauptaugenmerk in den vergangenen Jahren noch den bestehenden Flugzeugmustern und Ausrüstungen der russischen Luftfahrt sowie anderer GUS-Staaten, so entwickelt sich die Ausstellung zusehends zum Treffpunkt osteuropäischer und asiatischer Luftfahrzeughersteller.

## MAKS 2007
Auf der 8. MAKS wurde unter anderem ein 1:1-Modell der Kampfdrohne Skat vorgestellt. Eine restaurierte Tu-144 wurde ebenfalls ausgestellt. Vom 24. bis 26. August 2007 war die MAKS für das allgemeine Publikum zugänglich. Am ersten Tag hatte sie 100.000 Besucher.

## MAKS 2009
Die 9. MAKS fand vom 18. bis 23. August 2009 statt.
Am 16. August 2009 kam es während eines Trainingsfluges der russischen Kunstflugstaffel Russkije witjasi zu einer Kollision zweier Suchoi Su-27. Ein Pilot kam dabei ums Leben. Durch herabfallende Trümmer fingen mehrere Wochenendhäuser Feuer, wodurch mindestens fünf Menschen verletzt wurden.

## MAKS 2011

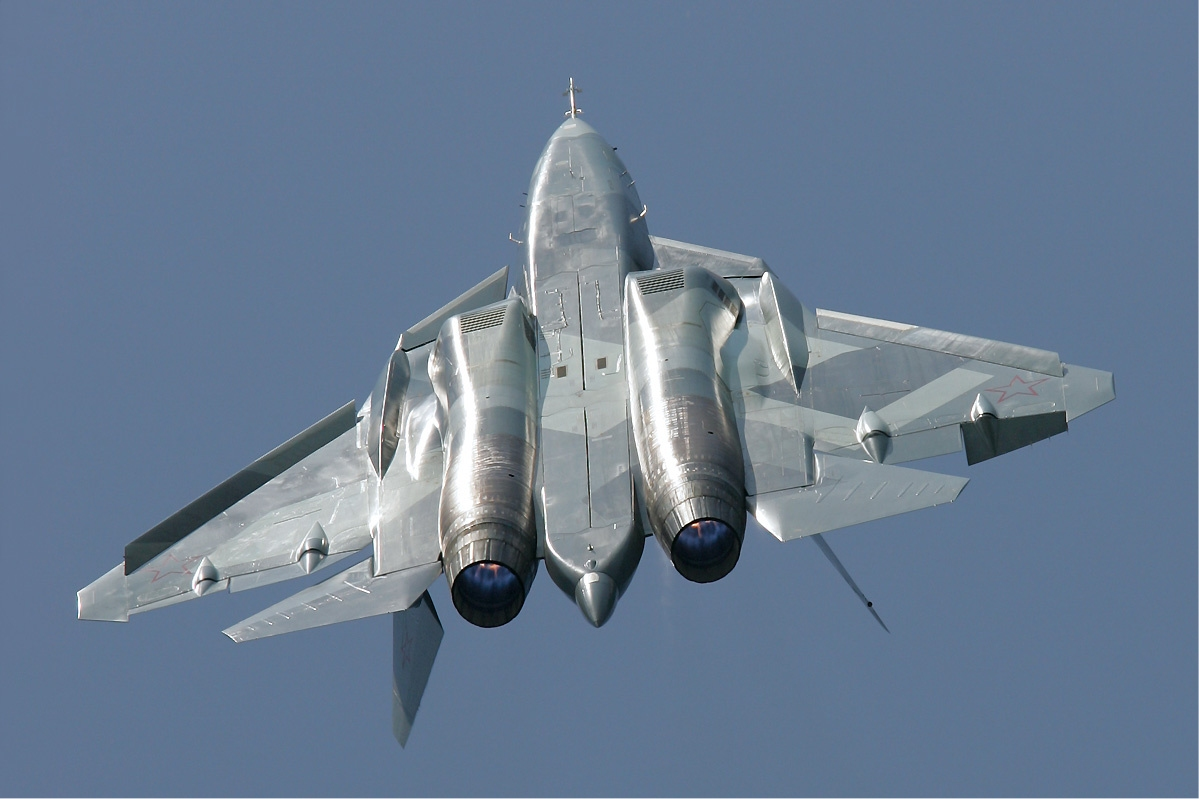
T-50 auf der MAKS 2011

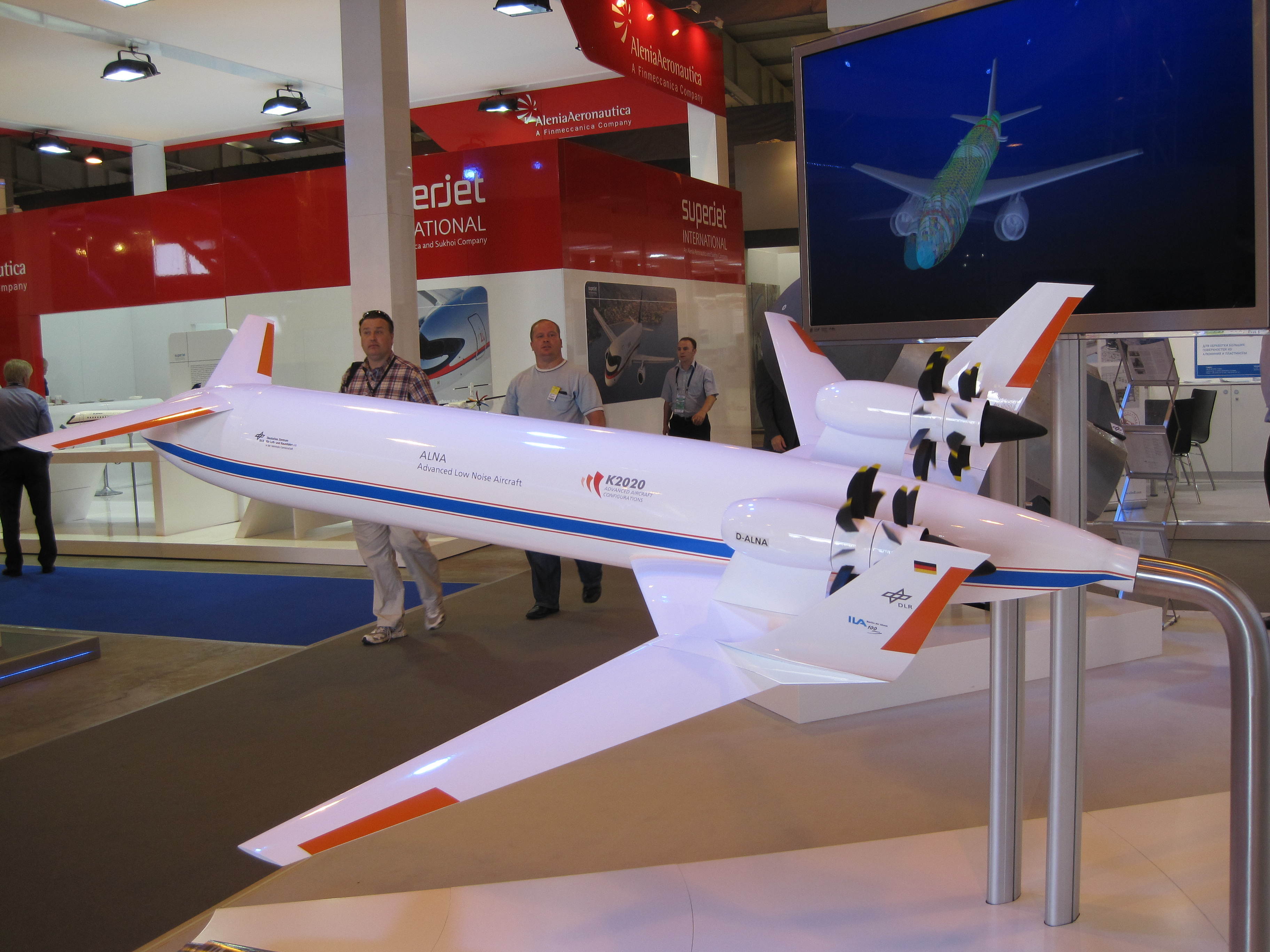
Modell des Flüsterflugzeugs ALNA

Die 10. Messe fand vom 16. bis 21. August 2011 statt. Es wurden unter anderem der Mehrzweckkampfflugzeugprototyp Suchoi T-50 und das lärmarme Flugzeug ALNA (englisch Advanced Low Noise Aircraft) des DLR vorgestellt.

## MAKS 2013

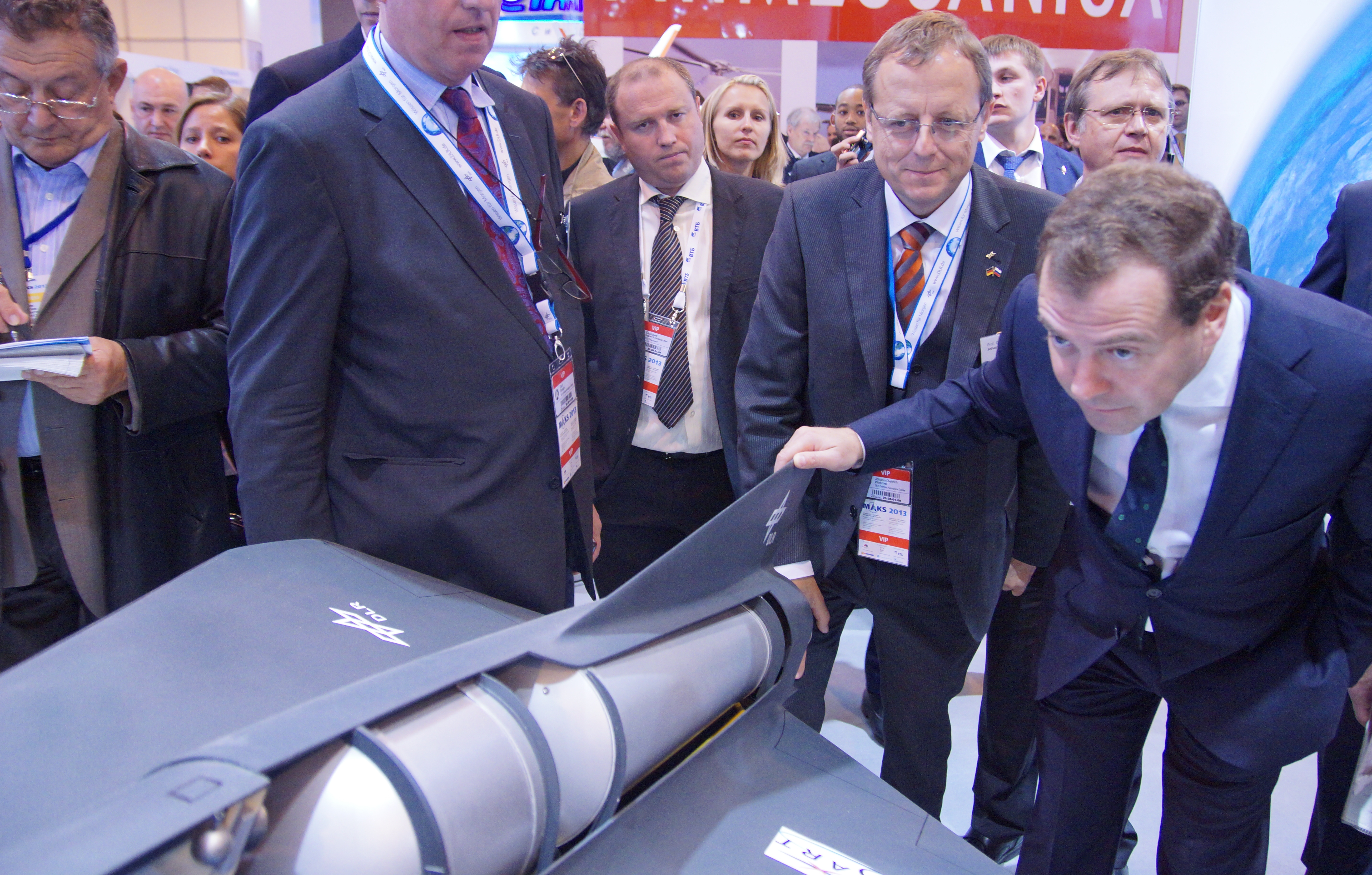
Der DLR-Vorstandsvorsitzende Prof. Johann-Dietrich Wörner präsentiert dem russischen Ministerpräsidenten Dmitri Medwedew den DLR-Stand und unter anderem das Modell des Spaceliner (im Vordergrund zu sehen).

Die 11. Messe fand vom 27. August bis 1. September 2013 statt. Es wurden unter anderem ein Modell der neuen russischen Kapsel („New Generation Crew Transportation Vehicle“), die Sojus ersetzen soll, und das Raumflugzeug SpaceLiner des DLR vorgestellt. Während der Messe wurden Verträge im Wert von umgerechnet 19 Milliarden Euro unterzeichnet.

## MAKS 2015
Die 12. russische Luft- und Raumfahrtmesse MAKS wurde vom 25. bis zum 30. August abgehalten. Annähernd 600 russische Hersteller und etwa 150 Firmen aus etwa 30 Ausstellerländern präsentierten neue militärische und zivile Luftfahrttechnik. Aufgrund der Sanktionen des anhaltenden Konfliktes in der Ukraine war eine geringere Zahl westlicher Teilnehmer vertreten.

## MAKS 2017
Die 13. Messe fand vom 18. bis 23. Juli 2017 statt. 37 Länder nahmen teil, es kamen ca. 455.000 Besucher. Deutschland, Italien, Frankreich, Schweiz, China, Tschechien, Kanada, Belarus, Indien und Iran hatten nationale Pavillons aufgestellt. Während der Messe wurden Verträge im Wert von umgerechnet 5,9 Milliarden Euro unterzeichnet. Es wurden unter anderem MiG-35 und Jak-152 vorgestellt.

## MAKS 2019
Die 14. Messe fand vom 27. August bis zum 1. September 2019 statt und wurde erstmals mit China als Partnerland ausgerichtet. Die Eröffnungszeremonie führte Wladimir Putin zusammen mit dem türkischen Präsidenten Recep Tayyip Erdoğan durch. Insgesamt 827 Aussteller aus 33 Ländern nahmen teil, 133 Fluggeräte wurden am Boden und in der Luft präsentiert. Die Besucherzahl stieg auf fast 580.000, der Wert der Vertragsabschlüsse dagegen sank im Vergleich zum Vorjahr auf 3,4 Milliarden Euro. Für den 30. August war für Studenten kostenloser Eintritt eingeplant, was 7.000 von ihnen nutzten. Im Flug vorgeführt wurden unter anderem die Suchoi-Kampfflugzeuge Su-30, Su-34, Su-35 und Su-57 und erstmals der Mehrzweckhubschrauber Ka-62. Die neue Version des Verkehrsflugzeugs MS-21, MS-21-300, wurde erstmals vorgestellt, ebenso das erste Serienexemplar des Hubschraubers Mi-38. Verschiedene Kunstflugprogramme wurden dargeboten, darunter die der baltischen Teams Baltic Bees Jet Team aus Lettland und ANBO aus Litauen sowie Einzelvorführungen von Swetlana Kapanina.

## MAKS 2021
Die MAKS 2021 fand vom 20. bis 25. Juli 2021 statt. Während dieser wurde ein 1:1-Mockup des geplanten einstrahligen Tarnkappen-Kampfflugzeuges Suchoi S-75 vorgestellt.

## Abgesagt: MAKS 2023
Die MAKS war für 25.–30. Juli 2023 geplant. Zwei Monate vor diesem Termin wurde sie abgesagt und auf 2024 verschoben. Während des Russisch-Ukrainischen Kriegs war es im April 2023 zu Drohnenangriffen auf Moskau gekommen. Die deshalb verstärkte Luftabwehr nützt Störsender gegen Drohnen, die die Abwicklung der die Ausstellung traditionell begleitenden Flugshows in der Umgebung von Moskau verhindert hätten. Vom Westen ab Beginn des russischen Angriffskrieges gegen die Ukraine im Februar 2022 verhängten Sanktionen treffen den zivilen Luftfahrtsektor im Land hart.